# Chile i olympiska vinterspelen 2006
Chile deltog med 9 deltagare vid de olympiska vinterspelen 2006 i Turin. Ingen av landets deltagare erövrade någon medalj.